# Angelo Rossetti
Angelo Rossetti (Fabbrico, 9 maggio 1920 – Civitavecchia, 29 maggio 2005) è stato un calciatore italiano, di ruolo attaccante.

## Caratteristiche tecniche
Giocava come ala o mezzala.

## Carriera
Cresce nel Fabbrico, poi passa al Modena con cui debutta in Serie A il 29 ottobre 1939 nel pareggio interno contro il Liguria. Rimane la sua unica presenza nella massima serie, e l'unica con i canarini: nel 1942 viene posto in lista di trasferimento e passa al Pontedera, partecipante al campionato di Serie C.
Terminata la guerra, riprende l'attività tornando nelle file del Pontedera. Viene poi ceduto alla Vogherese con cui disputa il campionato di Serie B 1946-1947, con 22 presenze e 3 reti a cui si aggiunge un gol nello spareggio-salvezza contro la Biellese. Dopo un intermezzo proprio alla Biellese, con cui vince il girone A del campionato di Serie C 1947-1948 ottenendo la promozione tra i cadetti, fa ritorno per una stagione alla Vogherese nel campionato di Serie C 1948-1949. L'anno successivo viene ceduto al Piacenza, con cui disputa la sua miglior stagione in termini realizzativi (13 reti in 32 presenze); riconfermato anche per la stagione 1950-1951, non si ripete agli stessi livelli (29 presenze e 2 reti).
Chiude la carriera tra dilettanti e IV Serie, con Monteponi, Trapani e Supercortemaggiore, di nuovo nel Piacentino.

## Palmarès

### Club

#### Competizioni nazionali
- Campionato italiano Serie C: 1

Biellese: 1947-1948

#### Competizioni regionali
- Promozione: 1

Monteponi Iglesias: 1951-1952 (girone I)